# Puzyrowa
Puzyrowa (biał. Пузырова; ros. Пузырёво, Puzyriowo) – wieś na Białorusi, w obwodzie witebskim, w rejonie orszańskim, w sielsowiecie Zabałaccie.